# Makrozustand
Ein Makrozustand beschreibt in der Thermodynamik und statistischen Physik ein System mit vielen Freiheitsgraden (also z. B. ein Gas, das aus 1 mol ~ {\displaystyle 10^{23}} Einzelteilchen besteht), welches durch einige wenige Zustandsvariablen wie Energie, Temperatur, Volumen, Druck, chemische Zusammensetzung, gegebenenfalls auch Magnetisierung beschrieben ist.
In der Mechanik lässt sich ein System aus {\displaystyle N} Teilchen vollständig beschreiben, indem man jedem Teilchen einen Orts- und Geschwindigkeitsvektor zuordnet. Man spricht hier von einem Mikrozustand. Die Menge aller Mikrozustände wird als Phasenraum bezeichnet. 
Für viele Teilchen (Teilchenzahl {\displaystyle N\sim 10^{23}}) ist es jedoch praktisch unmöglich, einen mikroskopischen Anfangszustand zu bestimmen oder die Bewegungsgleichung für das System zu lösen. In chaotischen Systemen ist die Bestimmung der Bahn des Systems auch prinzipiell unmöglich, da kleinste Änderungen der Anfangsbedingungen zu beliebig großen Abweichungen führen.
Die mikroskopische Lösung der Bewegungsgleichung ist in vielen Fällen aber auch gar nicht notwendig, wenn die makroskopischen Eigenschaften nur von wenigen Parametern abhängen. 
Zu einem bestimmten Makrozustand sind sehr viele Mikrozustände möglich. Diese bilden eine kontinuierlich verteilte Gesamtheit im Phasenraum. Der Makrozustand wird also durch ein statistisches Konzept bestimmt (Wahrscheinlichkeitsverteilung der Mikrozustände). Die Schwankungen der makroskopischen Größen werden bei hohen Teilchenzahlen vernachlässigbar gering.
Mit makroskopischen Größen kann man daher makroskopische, deterministische Gesetze aufstellen. Kennt man z. B. für ein Gas die makroskopischen Zustandsgrößen Volumen, Temperatur und Teilchenzahl, so lässt sich der Druck eindeutig berechnen (Thermische Zustandsgleichung idealer Gase).